# 도다 가쓰타카
도다 가쓰타카(일본어: 戸田勝隆, 생년 미상 ~ 분로쿠 3년 음력 10월 23일(1594년 12월 4일))는 센고쿠 시대로부터 아즈치 모모야마 시대까지의 무장·다이묘, 도요토미 가문의 가신이다. 동생은 도다 가쓰시게가 있다.